# Stephen Sawyers
Stephen Sawyers – australijski zapaśnik walczący w stylu wolnym. Zajął szóste miejsce w Pucharze Świata w 1986 roku.